# Carbono amorfo

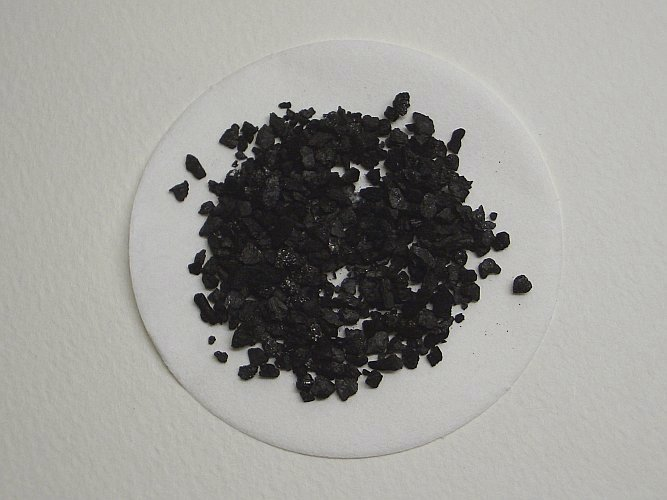
Carbono amorfo

Carbono amorfo ou livre, carbono reativo, é um alótropo de carbono que não possui qualquer estrutura cristalina. Com todos materiais vítreo, alguma ordem de curto alcance pode ser observada. Na literatura em língua inglesa, carbono amorfo é frequentemente abreviado como aC para o carbono amorfo geral (de amorphous carbon), aC:H para carbono amorfo hidrogenado, ou ta-C para for carbono amorfo tetraédrico (também chamado carbono na forma de ou como diamante, pois não se trata da verdadeira estrutura do diamante, homogênea e regular).
Na mineralogia, carbono amorfo é o nome usado para carvão, fuligem e outras formas impuras do elemento, carbono que não é nem grafita nem diamante. Em um sentido cristalográfico, estes materiais não são realmente amorfos, mas são materiais policristalinos ou nanocristalinos de grafita ou diamante em uma matriz de carbono amorfa.
Recentemente, o desenvolvimento de novas formas de preparo do carbono amorfo tem chamado bastante atenção para o estudo desse material. O carbono amorfo é composto por camadas de átomos de carbono hibridizados em sp², contendo uma significante fração de átomos de carbono em sp³. A síntese dessas substâncias envolvendo o controle do tamanho de seus poros tem originado estruturas com importantes características catalíticas e adsorventes que podem ser aplicadas no desenvolvimento de eletrodos e baterias.

## Conceitos Fundamentais

### O átomo do Carbono
O carbono é um elemento químico de grande abundância na natureza e importante para a formação de muitos materiais tanto orgânicos como inorgânicos, é sexto elemento da tabela periódica, apresenta dois isótopos estáveis com um número de massas 12 (98.892%) e 13(2.108%). A massa atômica do isótopo mais abundante é igual a 12.0111 +- 0.0005 u.m.a. O carbono possui seis elétrons das quais quatro elétrons são de valência, em seu estado fundamental possui uma configuração eletrônica de tipo 1s² 2s² 2p² e essa configuração normalmente forma quatro ligações, sendo duas ligações covalentes com dois orbitais 2p semi-preenchidos. Um dos primeiros estados excitados corresponde à configuração 2s¹ 2p³ onde um elétron ocupa o orbital 2s e os outros três o orbital 2p(px py pz).

### Formas Cristalinas do Carbono
O carbono pode ser encontrado em diferentes formas alotrópicas estáveis tais como: grafite, diamante, fulerenos e nonotubos, que apresentam uma estrutura cristalina bem definida figura 1.1, e nas fases amorfas, podemos encontrar ao carbono amorfo. As propriedades físico-químicas são consequências a essa diversidade de estruturas, que está relacionada com a capacidade do átomo de carbono em se apresentar em três diferentes estados eletrônicos híbridos sp, sp² e sp³. As ligações químicas ocorrem de duas formas: Ligações Sígma (σ): interação forte e frontal de dois orbitais híbridos, e que apresentam alto grau de localização e coordenação. Ligações PI (π): interação fraca paralela de orbitais não híbridos p, originadas a partir da funções de onda px, py ou ainda pz não apresentam localização nem coordenação figura 1.2.
- Hibridação sp³: Ocorre em cristais de diamante onde as posições mais prováveis dos orbitais eletrônicos são localizadas no vértice de um tetraedro com um átomo de carbono no centro. Esse tipo de hibridização ocorre quando as quatro ligações covalentes são do tipo sigma (σ) e as ligações com os quatro vizinhos formam ângulos de 109º 28"
- Hibridização sp²: Ocorre no grafite cuja geometria molecular é um plano triangular formando um ângulo entre os eixos dos orbitais de 120º. Das quatro ligações do tipo PI (π), as ligações tipo sigma (σ) situam-se no plano basal da estrutura, e as ligações do tipo PI (π) encontram-se entre dos orbitais adjacentes.
- Hibridização sp: Ocorre em compostos carbono-carbono de geometria linear, das quatro ligações de tipo covalente, duas ligações são de tipo sigma (σ) e duas de tipo PI (π), por exemplo: C2H2

Em resumo: "As propriedades físicas do material depende de tipo de estrutura geométrica, além disso, existe uma dependência forte do tipo de ligação química, ou seja, ligações σ e π.

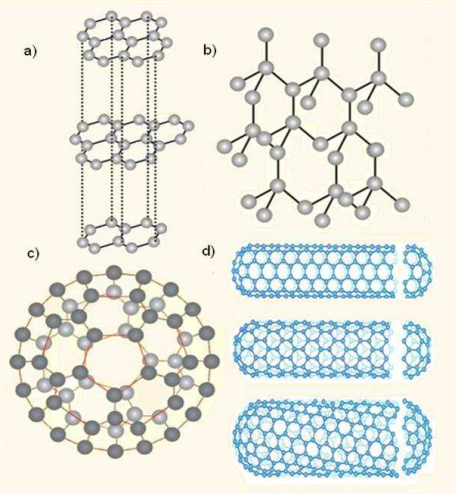
Figura 1.1. Formas do carbono (a)grafite (b)diamante (c)fulereno (d)manotubos

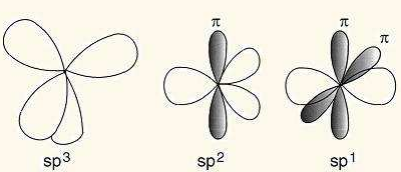
Figura 1.2. Orbitais híbridos do Carbono